# (5726) Rubin
(5726) Rubin est un astéroïde de la ceinture principale.

## Description
(5726) Rubin est un astéroïde de la ceinture principale. Il fut découvert le 24 janvier 1988 à l'Observatoire Palomar par Carolyn S. Shoemaker et Eugene M. Shoemaker. Il présente une orbite caractérisée par un demi-grand axe de 2,35 UA, une excentricité de 0,16 et une inclinaison de 25,3° par rapport à l'écliptique.

## Compléments